# Wali Razaqi
Wali Razaqi, född 25 januari 1979 i Afghanistan, bosatt i Santa Cruz, Kalifornien, från 8 års ålder.

## Filmografi
- In the Wrong Hands (2002)
- September Tapes (2004)